# Џулијан Савеа
Џулијан Савеа (енгл. Julian Savea; 7. август 1990) је професионални рагбиста и репрезентативац Новог Зеланда који тренутно игра за рагби јунион тим Хурикејнси.

## Биографија
Висок 193 цм, тежак 108 кг, Савеа игра на позицији број 11 - лево крило. За Хурикејнсе је одиграо 72 утакмице и постигао 160 поена, а за репрезентацију Новог Зеланда је одиграо 38 тест мечева и постигао 175 поена. Са "Ол блексима" је освајао титулу Куп четири нација.